# Anschluss

Anschluss (în ortografia vremii: Anschluß, din germană: anexare, conexiune sau uniune politică), cunoscută și ca Anschluss Österreichs (anexarea Austriei), a fost anexarea Austriei de către Germania Nazistă, prin care s-a format „Germania Mare”.
Evenimentul, petrecut la 12 martie 1938, a însemnat culminarea unei dorințe de veacuri, aceea de a reuni populațiile germane și austriece într-o singură națiune. Evenimentul din 1938 a fost legiferat de Germania fără a ține seama de populația Austriei. Mai devreme, Germania hitleristă furnizase sprijin pentru Partidul Național-Socialist Austriac,  pentru ca acesta să crească puterea liderului austrofascist al Austriei.

## Situația internațională
În perioada 1937-1938 situația politică a Europei se afla într-o criză și într-un impas destul de mare, crizele erau provocate de contradicțiile și disputele dintre statele totalitar-revizioniste cu cele democratice, dar și de crizele politice interne care au dus la o «absență externă» a statului respectiv. 
Franța se confrunta cu o gravă criză politică, în trei ani schimbase 4 guverne, foarte mulți demnitari și oameni de stat, și lucrul cel mai important că aceștia erau intr-o permanentă divergență de idei. Situația în cauză a făcut ca prestigiul extern al Franței să scadă enorm, și în unele cazuri să nici nu fie luată în seamă. Anglia, de departe cea mai activă dintre democrații, era statul care căuta alianțe și colaborări cu toată lumea, dar era practic blocată din moment ce nu avea partener comun de acțiune (Spania era în război civil, Franța era paralizată politic, iar U.R.S.S. pentru un moment era exclus din calcul). Cele 2 state cu regim fascist (Italia și Germania) aveau relații de cooperare și prietenie din ce în ce mai bune, lucru evidențiat de viitoarele alianțe și înțelegeri. U.R.S.S., prin regimul comunist și prin practicile extreme ale lui Stalin, reușise să atragă antipatia tuturor statelor, practic, fiind exclus de la vreo alianță.

## Toamna lui 1937
La 6 noiembrie 1937 Italia aderă la pactul Anticomintern, acest lucru însemna practic un parteneriat germano-italian și în ce privește politica relațiilor internaționale un accept reciproc al acțiunilor întreprinse de fiecare stat. Pentru consolidarea raporturilor celor două state anumiți oficiali au întreprins vizite în celălalt stat, astfel Italia a primit vizita lui Konstantin von Neurath, Hermann Göring și Werner von Blomberg în timp ce după dese invitații venite de la Hitler, Mussolini a fost primit cu mare fast la Berlin în toamna anului 1937. Oricum după semnarea acordului și constituirea Axei, politica externă a Germaniei și Italiei era un act de voință proprie întrucât cele 2 state fasciste își recunoșteau reciproc actele, indiferent de însemnătatea sau intensitatea acestora. Acest lucru reiese, foarte clar din declarația lui Mussolini făcută lui Ribbentrop la 6 noiembrie  și anume că : „era sătul să servească de santinelă independenței Austriei, că mai bună metodă în acesta chestiune era de a lăsa evenimentele să-și urmeze cursul lor firesc”. În ce privește situația germano-polonă Hitler l-a asigurat pe ministrul de externe polonez că el nu intenționa să schimbe statutul Danzigului, în plus la 20 februarie Hitler a reluat asigurările date lui Beck, spunând că pactul cu Polonia este în continuare valabil. Tot pe aceeași linie se înscriu și afirmațiile lui Goering din 11 martie 1938, dată la care participa la o recepție cu ministrul Cehoslovaciei la Berlin . Așadar Goering a afirmat domnului Vojtech Mastany că Hitler respecta valabilitatea tratatului germano-cehoslovac din 1920 și că Germania nu avea nici un fel de pretenții asupra Cehoslovaciei. Acesta a spus că vorbește „nu numai în numele său, ci și în numele Fuhrerului, care, absentând de la Berlin pentru ceva timp îi transmisese lui întreaga putere”.

## Viziunea lui Chamberlain
Așa cum arăta lumea în 1938, era foarte bine știut că statele totalitare sunt în de ceva timp pe un trend ascendent (economic, militar, social-demografic) și că în Europa se vor produce schimbări mari, mai ales datorită Germaniei care afirma deschis acest lucru. Pentru primul ministru britanic Neville Chamberlain, acțiunea înseamnă doar discuții și negocieri, problema esențială era dacă aceste schimbării se pot face fără război și care ar fi rolul Marii Britanii. Politicianul englez detesta războiul care: „nu aduce nici un câștig, nu vindecă nimic și nu pune nimic la capăt”, el fiind mai mult dispus să facă eforturi pentru pace.
„Nu se poate spune că era un pacifist. Dacă interesele vitale ale Marii Britanii (ca de pildă integritatea ei teritorială și a imperiului ei ) ar fi fost amenințate, el era gata să lupte ”. A sperat însă că va putea face în așa fel, făcând apel la rațiune și înțelegere, încât aceste interese vitale să nu fie puse în pericol.
    
Pentru Chamberlain lucrurile erau mai grele decât se pare, pentru că el trebuia să ghicească, să judece și să analizeze înțelesul fiecărei declarații făcute de Hitler, pentru a avea o situație exactă a evenimentelor, datorită faptului că orice vorbă spusă de Fuhrer lăsa întotdeauna loc de o interpretare favorabilă Germaniei. La acțiunile sale de conciliere a contribuit și stabilitatea militară fragilă a Marii Britanii, primul ministru era conștient că Germania era mai bine pregătită și înarmată în acest sens el afirmând că: „nu trebuie să treci la amenințări până nu ești sigur că poți duce la bun sfârșit această amenințare”, iar până când Marea Britanie va fi înarmată corespunzător, „trebuie să adaptăm politica noastră externă mijloacelor de care dispunem și uneori chiar să suportăm cu răbdare și simț al umorului lucruri pe care ne-ar place să le tratăm cu totul altfel”.
Un alt pont îl reprezenta Liga Națiunilor, dar el era sceptic în această privință, înțelesese limitele și cât de puțin putea duce la o rezolvare a acestei crize. La propunerea lui Roosevelt pentru organizarea unei conferințe mondiale în care să se dezbată crizele și problemele mondiale Neville Chamberlain a catalogat ideea președintelui american drept o „trăncăneală”. Se poate spune că ideea lui Chamberlain era de a continua calea pacificatoare întrucât intuia foarte bine pregătirea militară inferioară a Angliei față de cea a statelor fasciste.
În orice caz, premierul britanic mai întâmpina și dificultățile Foreign Office-uli, care este clar că nu avea aceleași intenții ca cele ale lui Chamberlain, într-o notă acesta spunea: „Cred că o politică dublă de reînarmare și de îmbunătățire a relațiilor cu Germania și Italia ne va ajuta să trecem cu bine de această perioadă dificilă, să sperăm însă că nu se va supăra Foreign Office-ul”.

## Câteva  probleme

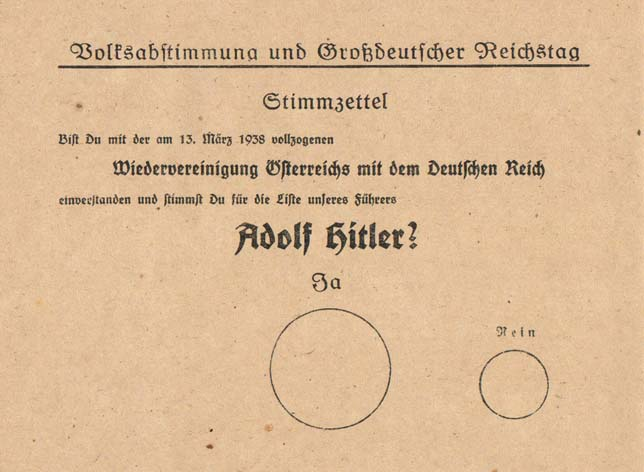
Buletin de vot pentru anexare

Chamberlain crede că vizita lui Henderson, a constituit „un mare succes”, pentru că ea a creat atmosfera în care se va putea discuta cu Germania probleme practice. În realitate, ea asigură instituțiilor lui Hitler certitudinea că Marea Britanie nu se va bate pentru Austria sau pentru Cehoslovacia. Ambasadorul Henderson, a cărui părere contează mult în ochii lui Chamberlain nu se îndoiește că Hitler nu vrea să încorporeze la Germania regiunea sudetă, Cehia și Austria, în numele dreptului de liberă dispoziție a popoarelor și are în vedere posibile aranjamente negociate acestui subiect. În acest sens, este foarte probabil, ca politica de conciliere, a contribuit considerabil la începutul războiului, victoriile deja obținute fără vărsare de sânge de către Hitler, îl face pe acesta să creadă că puterile occidentale nu vor reuși să se opună prin forță armată acțiunilor sale.         
Lucrurile se înrăutățesc pe zi ce trece. Dacă era de așteptat ca încorporare Austriei să se producă, nu se știa însă când și cum se va produce acest lucru, nimeni nu se gândea la o astfel de rapiditate a evenimentelor, dar mai ales la o acceptare si o lipsă de reacție din partea Marilor Puteri. După întrevederea de pa Berchtesgaden naziștii austrieci exploatează imediat, cu armele specifice „drepturile” proaspăt obținute. Hitler se proclamă pe 20 februarie protector al tuturor germanilor, acesta declară în fața Reichstagului: „ mai bine de 10 milioane de germani trăiesc în 2 state vecine și nu voi tolera niciodată  ca aceștia să fie oprimați”. Noul Șef al Foreign Office-ului făcuse deja pași importanți spre realizarea unei înțelegeri cu Germania.

## Pretențiile germane
Chestiunea colonială a fost abordată: „guvernul britanic este în totalitate de acord să discute acesta problemă.” Insă Hitler estimă, că acest subiect trebuie să aștepte puțin. „Germania vrea colonii numai din motive economice, ea… poate sa o pretinde fostelor sale colonii…, dacă din motive strategice Anglia nu consideră să dea altele sau pe aceleași, Anglia poate oferi alte teritorii în schimb”. Protagoniștii politicii de conciliere, sperau ca în contraponderea teritoriilor coloniale, Germania va face mai rezervate pretențiile sale teritoriale și va limita înarmarea și producerea acestuia.
Dar pentru Hitler ca și pentru Ribbentrop, „chestiunea colonială, este una de drept, dar care nu trebuie amestecată altor probleme actuale.” Cu câteva zile înaintea Anschluss-ului, pe  martie, ambasadorul englez la Berlin, Henderson, intensifică eforturile de a deturna spre Africa  „intențiile” lui Hitler. Acesta îi propune un nou regim de administrație colonială, la fel ca cel din 1885-stabilit la Berlin, intr-un teritoriu aproape egal cu cel al bazinului fluviului Congo, limitat în nord de paralela de ˚. Dar Hitler a găsit acest sistem prea complicat, și estima că în privința chestiunii coloniale nu este suficient de informat, că nu este grăbit „El poate să aștepte liniștit, patru, șase, opt sau chiar zece ani”.

## Viziunea lui Hitler
În ziua de 3 martie ambasadorul Marii Britanii la Berlin Nevile Henderson, aduse la cunoștință lui Hitler dorința guvernului englez „de a stabili baza pentru prietenia sinceră și cordială cu Germania, începând cu ameliorarea situației și terminând cu crearea unui nou spirit de înțelegere amicală”. Tot la 3 martie Hitler  îi declară ambasadorului Henderson că „Germania nu va permite altor țări, de a se amesteca în reglementarea raporturilor sale cu țările care comportă o numeroasă populație germană”.  
În Austria un guvern care nu este susținut decât de 10%  din populație oprimă germanii, o astfel de situație nu poate dura mult timp spune din nou Hitler, și „dacă Anglia continuă să se opună tentativelor făcute de Germania pentru a asigura o reglementare justă și rezonabilă va veni un moment dat când va fi război”.  Reacția lui Henderson nu a întârziat să apară, deși a șovăit în a-i spune, a admis totuși ca diplomația britanică nu intenționează să contracareze politica Germaniei în ce privește Anschlussul, că Anglia va accepta o soluție rezonabilă în chestiunea austriacă și că el însuși „s-a pronunțat pentru Anschluss.”

## Acțiune și amenințare
Cancelarul Kurt Schuschnigg după comunicarea ultimatumului lui Arthur Seyss-Inquart rămase mult timp să mediteze. Dădu apoi ordinul să obțină cu orice preț o convorbire telefonică cu Mussolini, dar nu a putut. Oare ar fi putut Mussolini să salveze situația Austriei amenințând cu ruperea Axei? 
Organizațiile patriotice informate de ultimatumul lui Seyss-Inquart au primit ordin să continue să acționeze conform planului și să urmeze eforturile pentru realizarea plebiscitului.
Cancelarul care se afla într-o situație ingrată trebuia să acționeze rapid și eficient. Dar cum? Nimeni nu îl sfătuia, nimeni nu îi dădea nicio garanție. Un apropiat informează că Schuschnigg era foarte ferm. În ajunul Anschlussului afirmase „sunt gata de orice, chiar să fac apel la forța armată, pentru a salva onoarea”. Însă la câteva ore după ce a aflat agitația de la graniță s-a dezis. „Este imposibil, Pericolul este prea mare. Nici un ajutor de nicăieri. Trebuie să anulăm acest plebiscit”. La ora 16 Seyss-Inquart și Edmund Glaise von Horstenau aduceau un al doilea ultimatum german, se cerea demisia cancelarului până la ora 1900.

## Măsurile austriecilor
Kurt Schuschnigg și Wilhelm Miklas au respins imediat ultimatumul. Apelurile presante ale Vienei se multiplicau. Parisul ceru Londrei dacă era partizanul unei acțiuni comune. Primi un răspuns negativ. Însărcinatul cu afaceri franceze la Roma ceru lui Ciano o întrevedere urgentă cu Ducele. La care ginerele lui Mussolini a răspuns „dacă este despre Austria, nu este nevoie”. 
Aproape de ora 17 Quai d'Orsay transmise Vienei un mesaj în care informa ca nicio intervenție nu se luase în calcul, că vor continua demersurile Paris-Londra, că tot ce îi pot spune este să câștige timp. 
După ora 17 consilierul ambasadei von Stein și generalul Muff au reînnoit cererea de demisie a cancelarului și formarea unui guvern condus de Seyss-Inquart, în caz contrar Viena urmând a fi bombardată. Singura mișcare întreprinsă a fost ca Seyss-Inquart să supravegheze liniștea publică. Acesta în noua sa postură a lansat un apel, prin intermediul radioului, către populația austriacă  în care cerea acesteia să nu opună nicio rezistență trupelor germane. Raidul aerian anunțat pentru 1930 nu a avut loc deși ultimatumul încă nu fusese acceptat.

## Ultimele ceasuri
Dar avioane germane aterizau unele după altele la Aspern, aerodromul Vienei, din ele debarcau oameni ai Gestapoului, membrii SS, personal administrativ. Gările de la graniță erau ocupate în timp ce în orașe național-socialiștii luau cu asalt comisariatele, jandarmeria și posturile de poliție fără să întâmpine o rezistență serioasă.
Spre ora 23 o ultimă scânteie diplomatică lucea în străinătate: Londra în final răspunsese solicitărilor presante venite de la Paris. Un demers comun fusese întreprins la Berlin, dar el nu avusese tonul care trebuia pentru a redresa o situație deja pierdută. Pentru Viena era prea târziu, la 2305 Wilhelm Miklas l-a numit pe Seyss-Inquart cancelar.

## Plebiscitul
La 9 martie 1938 într-un discurs pronunțat la Innsbruck că luase decizia de a organiza un plebiscit. Întrebarea pusă va fi următoarea: „Sunteți pentru o Austrie liberă germană, independentă, socială, creștină și unitară?- Sunteți pentru pace și muncă și pentru egalitatea drepturilor tuturor celor care sunt din popor și ai patriei?” Nu se va putea răspunde decât cu „DA” și „NU” și votul va fi permis numai cetățenilor cu vârsta de peste 24 de ani, bărbați și femei. Cancelarul a luat această decizie după consultarea unei comisii care cuprindea pe Ender, fostul cancelar al Austriei, pe ministrul de stat Schmitz și pe ministrul Justiției Adamovitch, de asemenea au fost întrebați și toți guvernatorii provinciilor care s-au pronunțat în favoarea plebiscitului. Prin organizarea plebiscitului el urmarea să dovedească opiniei publice internaționale că populația Austriei se opunea Anschluss-ului.

## Ultimul act
Nicio opoziție de nici un fel nu s-a ridicat contra trupelor germane care au intrat în această țară pe 12 martie dimineața. După ce a petrecut seara la Linz și s-a plecat asupra mormântului mamei sale, Hitler a sosit la Viena pe 13 martie. Aici i-a ordonat lui Seyss-Inquart,  care fusese proclamat cancelar pentru o zi, să emită o lege care să ratifice unirea cu Reichul și alipirea la Germania constituind „Germania Mare”, lucruri care s-au și întâmplat. Seyss-Inquart a urmat întocmai sfaturile primite și în aceeași zi emitea legea care unea cele două țări, din care am extras următorul citat „În virtutea art. 3, alineatul 2, din legea Constituțională federală, privind măsurile extraordinare în materie constituțională… Guvernul federal a decis:

     Art.1. Austria este o țară din Reich-ul German.
     Art.2. În ziua de duminică, 10 aprilie 1938, germanii și germanele din Austria, care au împlinit vârsta de 20 de ani, voi fi chemați să se pronunțe printr-un plebiscit liber și secret asupra întoarcerii la Reich-ul german.
     Art.3. La plebiscit, hotărârea se va lua cu majoritatea voturilor exprimate…”.                